# Богданівка (Бердичівський район)
Богдані́вка (раніше також Богданів) — село в Україні, у Райгородоцькій сільській територіальній громаді Бердичівського району Житомирської області. Кількість населення становить 32 особи (2001).

## Населення
У 1906 році налічувалося 5 жителів та 1 двір.
Відповідно до перепису населення СРСР, на 17 грудня 1926 року чисельність населення становила 10 осіб, з них за статтю: чоловіків — 6, жінок — 4; етнічний склад: українців — 4, поляків — 6. Кількість домогосподарств — 3, всі — несільського типу.
Згідно з переписом УРСР 1989 року чисельність наявного населення села становила 27 осіб, з яких 16 чоловіків та 11 жінок.
За переписом населення України 2001 року в селі мешкали 32 особи.

### Мова
Розподіл населення за рідною мовою за даними перепису 2001 року:
| Мова       | Відсоток |
| ---------- | -------- |
| українська | 93,75 %  |
| російська  | 6,25 %   |

## Історія
Час заснування — невідомий. У 1906 році — рос. Богданов, хутір Янушпільської волості (4-го стану) Житомирського повіту Волинської губернії. Відстань до повітового та губернського центру, м. Житомир, становила 52 версти, до центру волості, містечка Янушпіль — 10 верст. Найближче поштово-телеграфне відділення розташовувалося в Янушполі.
Станом на 17 грудня 1926 року — Богданів, хутір в складі Червонецької польської національної сільської ради Янушпільського району Бердичівської округи. Відстань до центру сільської ради, х. Червоне — 4 версти, до районного центру, міст. Янушпіль — 10 верст, окружного центру в Бердичеві — 17 верст, до залізничної станції Демчин — 8 верст.
Червонецьку сільську раду ліквідовано, очевидно, до 1939 року, і, на 1 жовтня 1941 року, хутір числиться в складі Лісово-Слобідської сільської управи Янушпільського району, на 1 вересня 1946 року — Богданів, хутір Лісово-Слобідської сільської ради Янушпільського району Житомирської області. 28 листопада 1957 року, складі сільської ради, увійшов до Чуднівського району, 20 березня 1959 року — до складу Бердичівського району Житомирської області. 8 червня 1960 року населений пункт підпорядковано відновленій Озадівській сільській раді Бердичівського району. На 1 січня 1972 року — село Богданівка.
У 2020 році територію та населені пункти Озадівської сільської ради, відповідно до розпорядження Кабінету Міністрів України № 711-р від 12 червня 2020 року «Про визначення адміністративних центрів та затвердження територій територіальних громад Житомирської області», включено до складу Райгородоцької сільської територіальної громади Бердичівського району Житомирської області.